# Пендер (округ)
Округ Пендер (англ. Pender County) располагается в штате Северная Каролина, США. Официально образован в 1875 году. По состоянию на 2010 год, численность населения составляла 52 217 человек.

## История
Округ образовался в 1875 году путём выделения из округа Нью-Хановер. Он был назван в честь северокаролинца, генерала Уильяма Дурси Пендера, участника Гражданской войны, который был смертельно ранен в сражении при Геттисберге.

## География
По данным Бюро переписи США, общая площадь округа равняется 2416,472 км2, из которых 2255,892 км2 суша и 160,580 км2 или 6,640 % это водоёмы.

## Население
По данным переписи населения 2000 года в округе проживает 41 082 жителей в составе 16 054 домашних хозяйств и 11 719 семей. Плотность населения составляет 18,00 человек на км2. На территории округа насчитывается 20 798 жилых строений, при плотности застройки около 9,00-ти строений на км2. Расовый состав населения: белые — 72,74 %, афроамериканцы — 23,58 %, коренные американцы (индейцы) — 0,49 %, азиаты — 0,18 %, гавайцы — 0,03 %, представители других рас — 2,03 %, представители двух или более рас — 0,94 %. Испаноязычные составляли 3,64 % населения независимо от расы.
В составе 29,40 % из общего числа домашних хозяйств проживают дети в возрасте до 18 лет, 57,90 % домашних хозяйств представляют собой супружеские пары проживающие вместе, 11,20 % домашних хозяйств представляют собой одиноких женщин без супруга, 27,00 % домашних хозяйств не имеют отношения к семьям, 22,90 % домашних хозяйств состоят из одного человека, 8,50 % домашних хозяйств состоят из престарелых (65 лет и старше), проживающих в одиночестве. Средний размер домашнего хозяйства составляет 2,49 человека, и средний размер семьи 2,90 человека.
Возрастной состав округа: 23,20 % моложе 18 лет, 7,40 % от 18 до 24, 29,50 % от 25 до 44, 25,80 % от 45 до 64 и 25,80 % от 65 и старше. Средний возраст жителя округа 39 лет. На каждые 100 женщин приходится 101,20 мужчин. На каждые 100 женщин старше 18 лет приходится 99,50 мужчин.
Средний доход на домохозяйство в округе составлял 35 902 USD, на семью — 41 633 USD. Среднестатистический заработок мужчины был 31 424 USD против 21 623 USD для женщины. Доход на душу населения составлял 17 882 USD. Около 9,50 % семей и 13,60 % общего населения находились ниже черты бедности, в том числе — 18,60 % молодёжи (тех, кому ещё не исполнилось 18 лет) и 14,40 % тех, кому было уже больше 65 лет.